# Agromyza pudica
Agromyza pudica este o specie de muște din genul Agromyza, familia Agromyzidae, descrisă de Spencer în anul 1986. Conform Catalogue of Life specia Agromyza pudica nu are subspecii cunoscute.